# منشأة أبو ذكري
منشأة أبو ذكري إحدى قرى مركز قويسنا التابع لمحافظة المنوفية في جمهورية مصر العربية.

## السكان
بلغ عدد سكان منشأة أبو ذكري 8,569 نسمة، حسب الإحصاء الرسمي لعام 2006.